# ジョン・マグフリ
ジョン・ポンベ・ジョセフ・マグフリ（John Pombe Joseph Magufuli, 1959年10月29日 - 2021年3月17日）はタンザニア連合共和国の政治家。同国の第5代大統領を務めた。
1995年に国会議員に選出され、同年から2000年まで建設副大臣、2000年から2006年まで建設大臣、2006年から2008年まで土地住宅集落大臣、2008年から2010年まで畜産漁業開発大臣、2010年から2015年まで再び建設大臣を務めた。
CCM（Chama Cha Mapinduzi, タンザニア革命党）の候補者として2015年の大統領選に出馬し、当選。2015年11月5日に就任した。

## 教育
1967年から1974年までチャトー小学校で初等教育を受け、1975年から1977年までビハラムロの神学校で中等教育を受ける。1977年に別の中学校に転校し、1978年に卒業。1979年にムクワワ高校に入学し、1981年に卒業。同年に化学や数学の教員免状を取得するためにムクワワ教育大学に入学。
1988年、ダルエスサラーム大学で理学の学位を取得。また1994年に同大学とイギリスのサルフォード大学で化学の修士号を、2009年にダルエスサラーム大学で化学の博士号を取得している。

## 経歴
政治家になる前、マグフリは1982年から1983年の間、ムワンザ州のセンゲレマ中学校で化学と数学を教えていた。その後教員を辞め、1989年から1995年までニャンザ協力団体会社で工業化学者として働いた。1995年にタンザニア国会議員にチャトー選挙区から選出。彼は議員として最初の任期中に建設副大臣に任命された。2000年に再選後、建設大臣に昇格。2005年にはジャカヤ・キクウェテが大統領に就任し、キクウェテ大統領によってマグフリは翌2006年1月4日に土地住宅集落大臣に任命された。
その後、2010年から2015年まで、マグフリは再び建設大臣を務めた。

## 大統領時代

### 2015年大統領選挙
2015年CCM大統領予備選挙で、マグフリは元国際連合事務次長のアシャローズ・ミギロやアフリカ連合の米国駐在大使アミナ・サルム・アリを下し、CCMの大統領選候補者となった。
2015年10月25日に行われた大統領選挙では、CCMを離党したエドワード・ロワサが有力な対抗候補となったが、10月29日、中央選挙管理委員会はマグフリが当選したと発表。彼は58％の得票を獲得していた。また、彼のランニングメイトであるサミア・スルフ・ハッサンも副大統領に選出されたと発表された。2015年11月5日に大統領就任。

### 1期目
大統領に就任して以降、マグフリは緊縮財政と汚職撲滅に尋常でない程の熱意を示している。
主な政策として、
- 大金がかかるとされた独立記念日の記念式典を中止。代わりに衛生の改善やコレラの拡大防止の為の大規模な清掃活動を実施[6]。自らも路上でごみ拾いを行った[7]。
- 議会の開会を祝う夕食会の予算を90％以上削減。浮いたお金を病院のベッド増設や道路工事の費用に充当[6]。
- 海外への公式訪問を中止。また大統領や副大統領、首相が飛行機のファーストクラスのチケットを購入するのを禁止。
- 公費でのクリスマスカードや正月のグリーティングカードの発行禁止[8]。
- 遅刻した公務員を6時間収監[9]。
- 政府の会議やワークショップは高いホテルではなく、政府の建物内で行うよう命令。

などがある。
2015年12月10日、就任から1か月以上を経て、マグフリは閣僚名簿を発表。閣僚の数は19人で、前任者より11人少なく、いくつかの大臣は費用削減の為統合されていた。
2016年4月12日、マグフリは初めての海外訪問先としてルワンダを訪問。ポール・カガメ大統領と会い、タンザニアとルワンダ国境にあり、日本の国際協力機構によって架け替えられたルスモ国際橋とワン・ストップ・ボーダー・ポスト（入国・出国手続きを両国が共同で行う事で手続きの効率化を図る施設）の開所式を行った。また、ルワンダ虐殺の22年目の追悼式典にも参加している。

### 2020年大統領選挙
再選をかけた2020年10月28日のタンザニア大統領選挙では得票率84％で圧勝し、野党・民主進歩党のトゥンドゥ・リス候補は13％にとどまった。しかし野党は選挙に不正があったと非難した。

### 2期目
2020年5月、前任の大統領が結んだ中国から借りた100億ドルの借款契約に対し、「よろしい、金は返さない！」「（借りた資金でタンザニアに港を作るが、使用権は中国が99年間持つ。中国の港内活動に何の条件もつけていない、というのは）酒に酔ってなければできない契約」だと発言した。
同じく5月、PCR検査の不正確さを発表した。パパイヤ、自動車用オイル、鳥、ヤギのミルクを検査に出すと、全て陽性になったという。
同年11月13日、国民議会で所信演説を行い、汚職撲滅や貧困削減への強い決意を述べた上で、経済成長率を引き上げるために製造業への投資誘致、ビジネス環境の改善を進めることを表明した。
タンザニア国内では2020年4月より新型コロナウイルスの感染者報告がなく、6月にマグフリは祈りによってタンザニアは守られ、ウイルスは存在しないと事実上の根絶を宣言した。たが、翌2021年1月より感染者が急増し、2月21日に流行していることを認めマスク着用を国民に呼びかけた。
2021年2月27日以降、公の場に姿を現さなくなり健康不安説が浮上。野党勢力などは新型コロナウイルスに感染したのではと主張し、国外で治療を受けているのではないかという推測が広まった。3月6日から短期間入院したが再び体調を崩し14日に病院に搬送。17日に心疾患のためダルエスサラームにて61歳で死去した。

## 人物
名前のMagufuliは、スクマ語で「南京錠（複数形）」、Pombeは、スワヒリ語で「お酒（アルコール）」の意。大統領就任後につけられたニックネームは「Tingatinga」で、スワヒリ語で「ブルドーザー」の意。ニックネームの由来には諸説あり、たとえば、建設大臣時代、道路工事現場にブルドーザーに乗って現れたストーリーが引用される場合や、大統領就任後に、汚職撲滅を目指して政治有力者や病院長、庁長官といった権力者を次々と解雇・辞任させたストーリーが引用される場合もある。
同性愛に関しては極めて批判的である。
小学校の教師であるJaneth Magufuliと結婚。Janethとの間には3人の子供がいる。